# Akravidae
Akravidae é uma família de escorpiões, da ordem Arachnida.

## Gênero
| Akrav Levi, 2007 |